# Gråstrupig lövkastare
Gråstrupig lövkastare (Sclerurus albigularis) är en fågel i familjen ugnsfåglar inom ordningen tättingar.

## Utseende och läte
Gråstrupig lövkastare är en rätt liten och knubbig fågel med nedåtböjd näbb och kort stjärt. Kroppen är varmt rostbrun, kontrasterande mot den grå strupen som gett arten dess namn. Könen är lika. Sången består av en kort serie med stigande gnissliga visslingar, ibland följt av ett snabbare tjatter.

## Utbredning och systematik
Gråstrupig lövkastare delas in i sju underarter med följande utbredning:
- Sclerurus albigularis canigularis – bergsskogar i Costa Rica och västra Panama (Chiriquí)
- Sclerurus albigularis propinquus – Sierra Nevada de Santa Marta (nordöstra Colombia)
- Sclerurus albigularis albigularis – tropiska östra Colombia till Venezuela och Trinidad och Tobago
- Sclerurus albigularis kunanensis – nordöstra Venezuela (Pariahalvön)
- Sclerurus albigularis zamorae – östra Ecuador, östra Peru och sydvästra Amazonområdet i Brasilien
- Sclerurus albigularis kempffi – nordöstra Bolivia (låga bergsområden i Beni (Huanchaca))
- Sclerurus albigularis albicollis – norra Bolivia (södra till västra Santa Cruz)

## Levnadssätt
Gråstrupig lövkastare lever i hög grad på marken inne i skogar. Den är skygg och svår att få syn på när den vänder på torra löv i jakt efter föda. 

## Status och hot
Arten har ett stort utbredningsområde, men tros minska i antal, dock inte tillräckligt kraftigt för att den ska betraktas som hotad. Internationella naturvårdsunionen IUCN listar arten som livskraftig (LC).